# Usseaux
Usseaux – miejscowość i gmina we Włoszech, w regionie Piemont, w prowincji Turyn.
Według danych na rok 2004 gminę zamieszkiwało 201 osób, 5,4 os./km².